# III. Fjodor orosz cár
III. Fjodor (oroszul: Фёдор III, teljes nevén Fjodor Alekszejevics Romanov Фёдор Алексеевич Романов; Moszkva, 1661. május 30./június 9. – Moszkva, 1682. április 27./május 7.) 1676-tól haláláig orosz cár.

## Származása
Fjodor Alekszejevics I. Alekszej cár és Marija Iljinyicsna Miloszlavszkaja legidősebb életben maradt fiúgyermeke. Rajta kívül egyetlen fiútestvér maradt életben Iván, aki később V. Iván, néven lett cár. 1669-ben meghalt Fjodor édesanyja, és édesapja újból megnősült: Natalja Kirillovna Nariskinát vette el, aki három leány mellett egyetlen fiúval, Pjotr Alekszejeviccsel, a későbbi Nagy Péterrel ajándékozta meg férjét.
A Miloszlavszkijok és a Nariskinok ősi, rivalizáló orosz nemesi családok voltak. Viszályuk Alekszej cár uralkodása alatt kezdődött. A Miloszlavszkijok rossz néven vették, hogy Marija Iljinyicsna cárné elhunyta után az uralkodó újból megnősült. Ráadásul az új cárné a Nariskinok köréből került ki. A hatalmukat és befolyásukat féltő, sértett Miloszlavszkijok a Nariskinok ellen fordultak. Rivalizálásuk Alekszej cár uralma alatt nem zajlott nyíltan, ám amikor I. Alekszej meghalt, és 1676-ban Fjodor követte a trónon, a családok viszálya a felszínre tört.

## Uralkodása
Fjodort mindössze tizenöt évesen, 1676. június 18-án koronázták cárrá. Gyenge egészségi állapota, valamint fiatal kora megakadályozta őt abban, hogy valóban az ő kezében legyen a hatalom. Mélyen vallásos nevelése eredményeként rengeteg zarándoklaton és szertartáson vett részt, illetve egy 1679-ben kiadott zsoltároskönyvben több zsoltárt is ő fordított le.
Az ország valódi urai kezdetben Fjodor édesanyjának családja, a Miloszlavszkijok voltak. Ők kihasználták az alkalmat a riválisok gyengítésére, és Szibériába száműzték Artamon Szergejevics Matvejevet, a Nariskinok legfőbb támogatóját. Később Vaszilij Vasziljevics Golicin herceg rendelkezett nagy befolyással a cár felett.

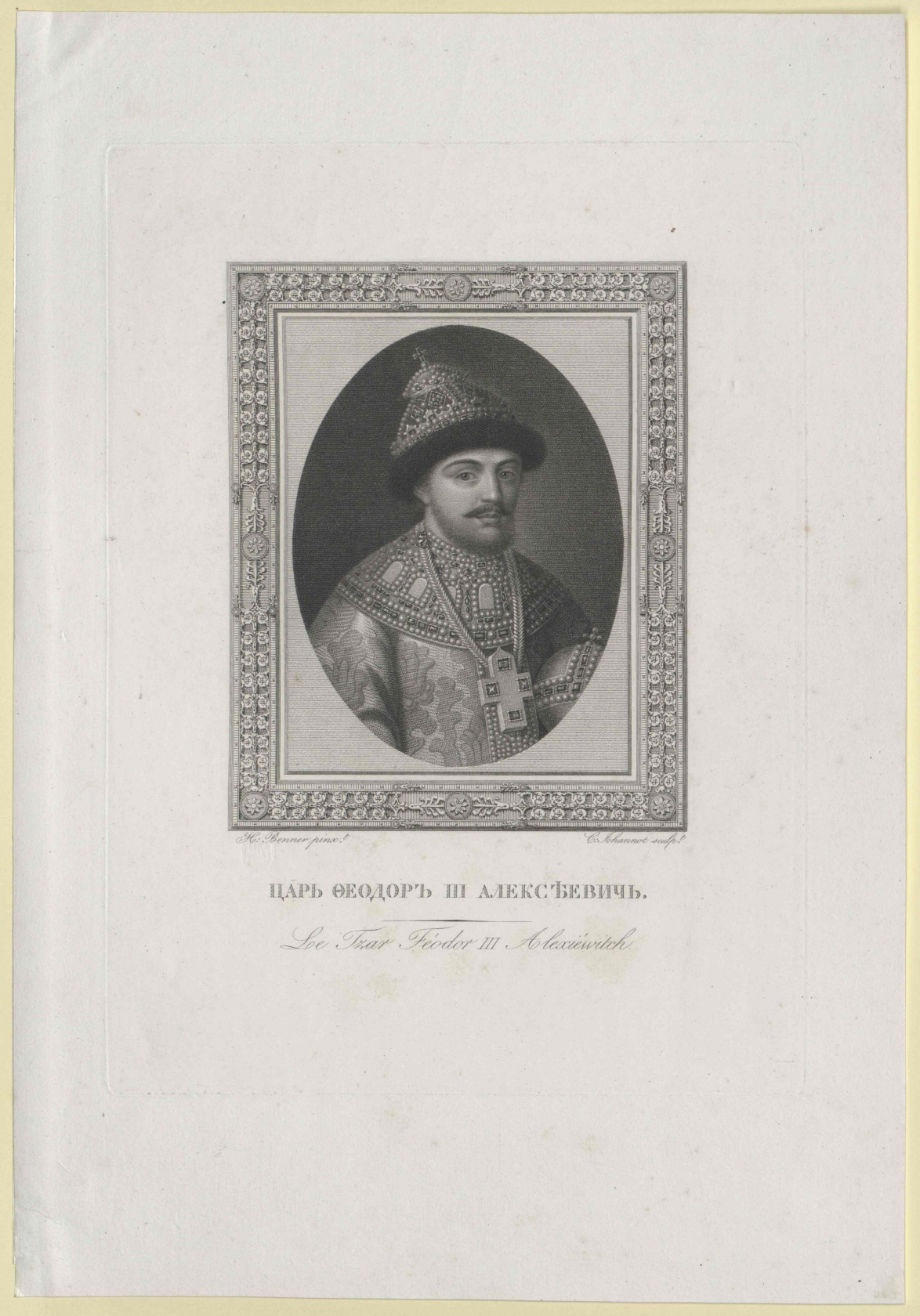
III. Fjodor cár

1680-ban Fjodor engedélyt adott Nyikon pátriárka hazatérésére, akit még I. Alekszej száműzött. A pátriárka azonban meghalt, még mielőtt megérkezett volna Moszkvába. Az óhitűeket továbbra is üldözték; 1681-ben halálra ítélték, majd megégették Avvakum protopópát, I. Alekszej reformjainak egyik ellenzőjét.
1676-ban háborúra kelt Ukrajna birtoklása ügyén az Oszmán Birodalommal. 1681-ben Fjodor Bahcsiszerájban békét kötött a törökökkel, lezárva ezzel az 1676 óta tartó törökök elleni háborút. Török kézen maradt Podólia, viszont cserébe elismerték, hogy az oroszok jogosultak Kijevre.
A cár hadseregreformjának vezetője Vaszilij Vasziljevics Golicin herceg volt. „… Az ellenség új keletű fortélya miatt kénytelenek vagyunk felülvizsgálni és átszervezni hadseregünket, hogy háború esetére az ellenséggel szemben megbízhatóbb védekező módszerekről és menedékről gondoskodjunk.” 1682 januárjában a bojárok és a főpapság gyűlése közös elhatározással a kiváltságrendszer, vagyis a mesztnyicsesztvo rendszer eltörlése mellett szavazott, így nem nemes származásúak is lehettek vezető beosztásban.
A cár uralkodása alatt változtatták meg a tolvajok büntetését is: Szibériába küldték őket ahelyett, hogy levágták volna a végtagjaikat. 1680-ban a cár utasítására elkezdték a földbirtokok összeírását. A munka Fjodor halála után is folytatódott, 1686-ban fejeződött be.

## Magánélete
III. Fjodor cár mélyen vallásos, beteges, ugyanakkor nagy műveltségű ember volt. 1680-ban feleségül vette Agafja Szemjonovna Grusevszkaját (1663–1681), egy lengyel származású nemesi hölgyet. Agafja Szemjonovna hatására a cári udvarban elterjedtek a lengyel szokások és öltözékek; ám a cárné, aki 1681. július 21-én fiúgyermeknek adott életet, három nappal később, gyermekágyi lázban meghalt. Ilja Fjodorovics cárevics július 30-án követte őt a másvilágra.
Tanácsadói sürgetésére a cár újból megnősült: 1682. február 24-én elvette Marfa Matvejevna Aprakszinát (1667–1716). Házasságuk nem tartott sokáig. Fjodor még az év Húsvétján súlyosan megbetegedett, és május 7-én (a régi naptár szerint április 27-én) anélkül, hogy kijelölhette volna utódját, meghalt. A trónon társuralkodókként öccsei, Ivan és Pjotr követték nővérük, Szofja nagyhercegnő régenssége alatt.